# Peter Sohn

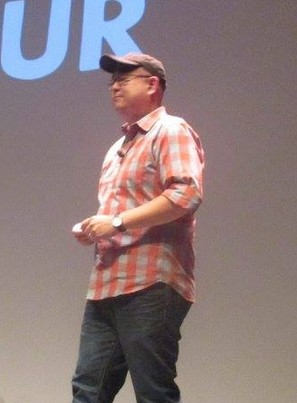
Peter Sohn (2015)

Peter Sohn (* 1977 in New York City) ist ein US-amerikanischer Animator, Synchronsprecher, Drehbuchautor und Filmregisseur.

## Leben
Peter Sohn wurde als Kind koreanischer Einwanderer in der Bronx geboren und wuchs in New York City auf. Seine Mutter nahm Sohn und seinen Bruder oft mit ins Kino. Weil seine Mutter nicht besonders gut Englisch verstand, wählte sie oft Disney-Filme, die vor allem auf der visuellen Ebene funktionierten. Dies weckte Sohns Interesse am Animationsfilm. Er besuchte bereits während der Schule erste Animationskurse und studierte später vier Jahre am California Institute of the Arts (CalArts).
Während seines Studiums lernte er Brad Bird kennen, der ihm eine Tätigkeit als Inbetweener beim Film Der Gigant aus dem All vermittelte. Nach Abschluss seines Studiums arbeitete Sohn ein Jahr bei Disney Television und später für Warner Bros. Auf Empfehlung von Brad Bird wechselte er im Jahr 2000 zu Pixar, wo er an Birds Film Die Unglaublichen – The Incredibles mitarbeiten sollte. Da sich dieser noch in der Entwicklung befand, half Sohn zuerst bei den Arbeiten an Findet Nemo mit. Ab dem Jahr 2004 folgten auch erste Arbeiten als Synchronsprecher von Animationsfiguren.
Sohn war auch die Inspiration für die Figur des Russell im Pixar-Film Oben aus dem gleichen Jahr. Er schrieb das Drehbuch und übernahm die Regie des Kurzfilms Teilweise wolkig, der im Kino als Vorfilm vor Oben gezeigt wurde. Im ebenfalls auf Oben basierenden Film George & A.J. spricht Sohn auch den Russell.
2015 übernahm Sohn die Regie des Animationsfilms Arlo & Spot. Für diesen hatte er die Story zum Drehbuch geliefert.
Er ist mit der Künstlerin Anna Chambers verheiratet, die er während seines Studiums am CalArts kennengelernt hatte.

## Filmografie (Auswahl)
Animation / Art Department
- 1999: Der Gigant aus dem All (The Iron Giant)
- 2001: Osmosis Jones
- 2003: Findet Nemo (Finding Nemo)
- 2004: Die Unglaublichen – The Incredibles (The Incredibles)
- 2007: Ratatouille[4]
- 2008: WALL·E – Der Letzte räumt die Erde auf (WALL·E)
- 2009: Oben (Up)
- 2010: Toy Story 3
- 2012: Merida – Legende der Highlands (Brave)

Synchronsprecher
- 2004: Die Unglaublichen – The Incredibles (The Incredibles)
- 2007: Ratatouille[4]
- 2009: George & A.J. (Kurzfilm)
- 2013: Die Monster Uni (Monsters University)
- 2015: Arlo & Spot (The Good Dinosaur)
- 2021: Luca
- 2022: Lightyear
- 2023: Spider-Man: Across the Spider-Verse

Drehbuch
- 2009: Teilweise wolkig (Partly Cloudy, Kurzfilm)
- 2015: Arlo & Spot (The Good Dinosaur)
- 2023: Elemental

Regie
- 2009: Teilweise wolkig (Partly Cloudy, Kurzfilm)
- 2015: Arlo & Spot (The Good Dinosaur)
- 2023: Elemental